# Under One Roof
Under One Roof és una pel·lícula romàntica independent de temàtica gay del 2002 dirigida per Todd Wilson i protagonitzada per Jay Wong, James Marks, Sandra Lee, i James Quedado. Rodada en vídeo digital, la pel·lícula explica la història d'un jove xinès estatudinenc gai que busca l'amor veritable i l'acceptació familiar. en el marc de les normes tradicionals. Under One Roof es va estrenar a tot el món als festivals de cinema LGBTQ després del seu llançament.

## Sinopsi
Daniel Chang viu amb la seva mare i la seva àvia a San Francisco. Després de la mort del pare, en Daniel és l'únic fill que es fa càrrec de l'empresa familiar i es fa càrrec de la mare. Tanmateix, en Daniel és gai, cosa que amaga i evita la responsabilitat de formar una família i tenir fills. Per respecte als valors de la seva mare, intenta viure una doble vida a part. L'amiga de Daniel, Michelle, li dona una coartada en aquesta direcció fent-se passar per la seva xicota. La senyora Chang lloga una habitació a la planta baixa de la casa. El nou subarrendatari resulta ser Robert, un jove i atractiu home blanc d'Indiana. Daniel s'enamora d'ell immediatament. Després d'un accident de fontaneria que inunda el soterrani amb aigües residuals, la senyora Chang,trasllada en Robert a l'únic altre dormitori que no és el seu: l'habitació del Daniel. Amb el temps, es convertiran en amants. Quan un inspector d'obres apareix a la casa i la seva mare no té permís per llogar una habitació, li demana a Robert que es mudi. Es trasllada amb un amic a Pasadena. Daniel decideix explicar-li a la seva mare la seva relació amb Robert. Al principi, reacciona negativament, però parla amb la mare d'en Robert.

## Repartiment
- Jay Wong - Daniel Chang
- James Marks - Robert
- Sandra Lee - Mrs. Chang
- James Quedado - Tony
- Audrey Finer - Mrs. Watson
- Vivian Kobayashi - Gram Chang
- Trish Ng - Amy
- Sina Eiden - Rachel
- Erik Ing - Jason
- Xin Feng Lin - Lampista
- Ken Craig - Randy
- Leslie MacKay - Nude BBQ Guest
- Christopher Stout - Nude BBQ Guest
- Wyman Chang - Henry
- Dianne Cragg - Fortune Teller

## Premis
Premi del Públic a la millor pel·lícula al III Festival Internacional de Cinema Gai i Lèsbic de Barcelona de 2003.